# Siyabonga Nhlapo
Siyabonga Nhlapo (ur. 23 grudnia 1988 w Soweto) – południowoafrykański piłkarz grający na pozycji prawego pomocnika. Od 2017 jest zawodnikiem klubu Supersport United.

## Kariera klubowa
Swoją karierę piłkarską Nhlapo rozpoczął w klubie Vutech FC. W 2010 roku został zawodnikiem klubu Jomo Cosmos FC. W sezonie 2010/2011 zadebiutował w nim w Mvela League. W debiutanckim sezonie awansował z Jomo Cosmos do Premier Soccer League. W sezonie 2010/2011 wrócił z Jomo Cosmos do Mvela League.
Latem 2013 roku Nhlapo przeszedł do Bidvest Wits FC. Swój debiut w nim zaliczył 13 września 2013 w zwycięskim 1:0 wyjazdowym meczu z Ajaksem Kapsztad. W sezonie 2015/2016 został wicemistrzem, a w sezonie 2016/2017 mistrzem kraju.
Na początku 2017 roku Nhlapo został zawodnikiem Highlands Park FC. Swój debiut w nim zanotował 7 lutego 2017 w przegranym 0:3 wyjazdowym meczu z Cape Town City FC. W Highlands Park spędził pół roku.
Latem 2017 Nhlapo przeszedł do Supersport United. Zadebiutował w nim 19 sierpnia 2017 w przegranym 0:2 domowym meczu z Mamelodi Sundowns.
| Sezon   | Klub              | Kraj              | Rozgrywki    | Mecze | Gole |
| ------- | ----------------- | ----------------- | ------------ | ----- | ---- |
| 2010/11 | Jomo Cosmos FC    | Południowa Afryka | Mvela League | 18    | 1    |
| 2011/12 | Jomo Cosmos FC    | Południowa Afryka | PSL          | 22    | 4    |
| 2012/13 | Jomo Cosmos FC    | Południowa Afryka | Mvela League | 25    | 1    |
| 2013/14 | Bidvest Wits FC   | Południowa Afryka | PSL          | 26    | 0    |
| 2014/15 | Bidvest Wits FC   | Południowa Afryka | PSL          | 27    | 0    |
| 2015/16 | Bidvest Wits FC   | Południowa Afryka | PSL          | 20    | 0    |
| 2016/17 | Bidvest Wits FC   | Południowa Afryka | PSL          | 2     | 0    |
| 2016/17 | Highlands Park FC | Południowa Afryka | PSL          | 14    | 0    |
| 2017/18 | Supersport United | Południowa Afryka | PSL          | 19    | 1    |
| 2018/19 | Supersport United | Południowa Afryka | PSL          | 16    | 0    |
| 2019/20 | Supersport United | Południowa Afryka | PSL          | 24    | 0    |
| 2020/21 | Supersport United | Południowa Afryka | PSL          | 14    | 0    |
| 2021/22 | Supersport United | Południowa Afryka | PSL          | 24    | 0    |

## Kariera reprezentacyjna
W reprezentacji Południowej Afryki Nhlapo zadebiutował 26 maja 2014 w zremisowanym 1:1 towarzyskim meczu z Australią. W 2015 roku został powołany do kadry na Puchar Narodów Afryki 2015. Rozegrał na nim jeden mecz, z Algierią (1:3).